# Achorotile transbaicalica
Achorotile transbaicalica är en insektsart som beskrevs av Kusnezov 1929. Achorotile transbaicalica ingår i släktet Achorotile och familjen sporrstritar. Inga underarter finns listade i Catalogue of Life.